# Abraximorpha
Abraximorpha là một chi bướm ngày thuộc họ Bướm nâu.